# Dīmītrīs Papadopoulos
Dīmītrīs Papadopoulos (in greco Δημήτρης Παπαδόπουλος?; Salonicco, 15 agosto 1966) è un ex cestista greco.

## Carriera
Con la Grecia ha disputato i Campionati mondiali del 1990 e due edizioni dei Campionati europei (1989, 1991).